# Sacred Hill

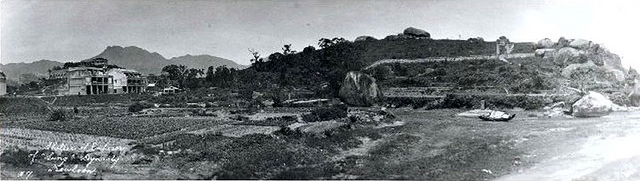
Sacred Hill dans les années 1920. Le bloc qui apparaît au sommet est celui portant les trois caractères gravés de Sung Wong Toi.

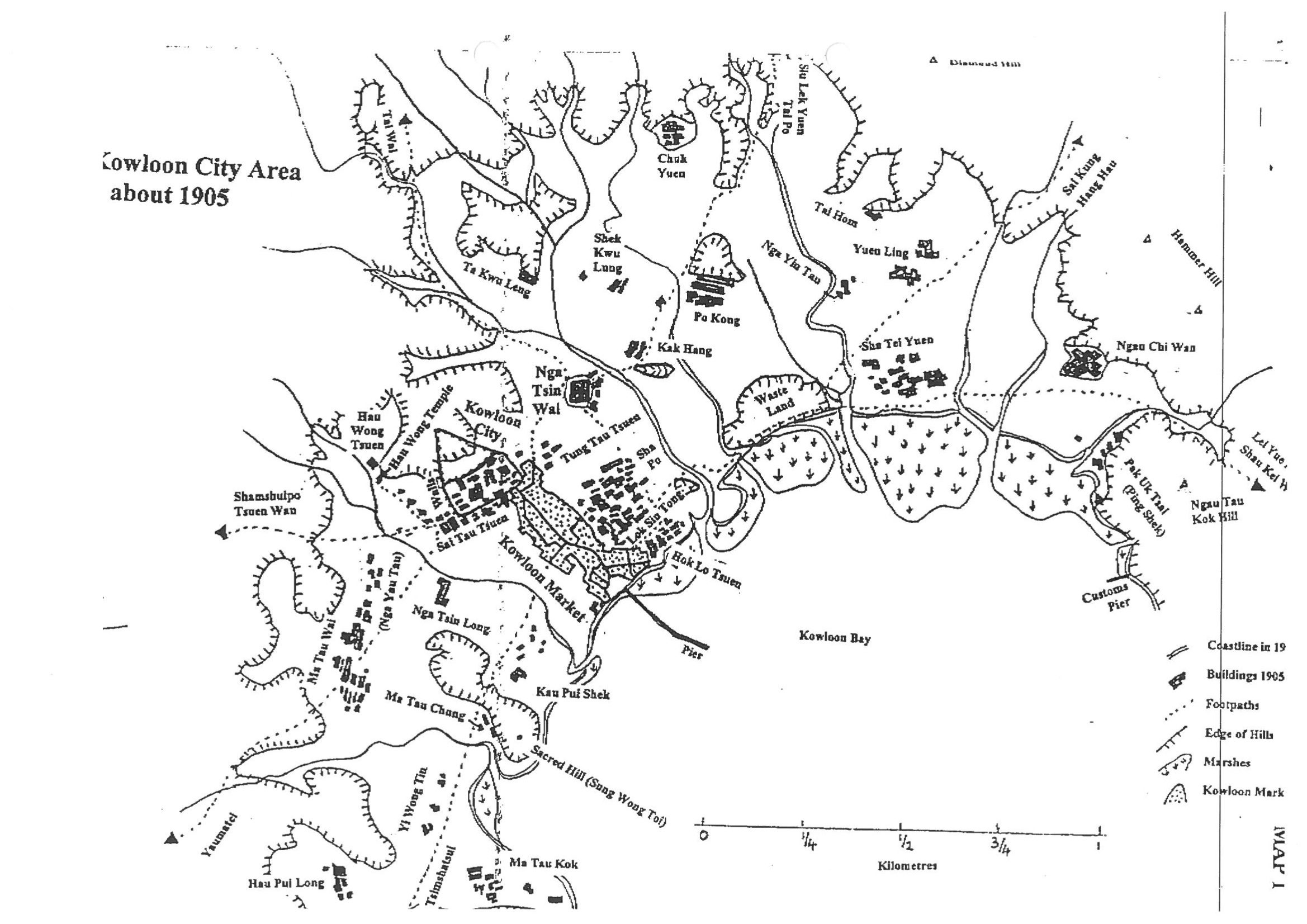
Carte de la région de Kowloon City datant d'environ 1905 et montrant l'emplacement de Sacred Hill (en bas à gauche, au bord de l'eau).

Sacred Hill (聖山), également référée sous le nom de colline des rois Sung sur d'anciennes cartes, est une colline disparue de Hong Kong située à Kowloon. C'est là que la relique historique appelée Sung Wong Toi se trouvait auparavant. On pense généralement que son nom de « Sacred Hill » a été donné par des étrangers car aucun nom chinois correspondant antérieur n'est connu.
On pense que l'empereur Duanzong de la dynastie Song du Sud s'est installé sur la colline pendant un certain temps alors qu'il fuyait les troupes Yuan. La colline est en partie aplanie durant l'occupation japonaise de Hong Kong,  lorsque les Japonais décident d'agrandir l'aéroport voisin de Kai Tak  aux dépens de Sacred Hill. Le reste de la colline est nivelé au cours des années 1950 pour une nouvelle expansion de l'aéroport. La partie restante de la relique Sung Wong Toi est déplacée vers le jardin Sung Wong Toi, situé immédiatement à l'ouest de l'ancienne Sacred Hill.
Au cours des travaux du développement Kai Tak, de nombreuses reliques des périodes Song et Yuan sont découvertes dans les environs de Sacred Hill.